# Razisea citrina
Razisea citrina är en akantusväxtart som beskrevs av D.N. Gibson. Razisea citrina ingår i släktet Razisea och familjen akantusväxter. Inga underarter finns listade i Catalogue of Life.